# Iasnohorodka, Ielaneț
Iasnohorodka (în ucraineană Ясногородка) este localitatea de reședință a comunei Iasnohorodka din raionul Ielaneț, regiunea Mîkolaiiv, Ucraina.

## Demografie
Componența lingvistică a localității Iasnohorodka
     Ucraineană (94,46%)
     Română (3,1%)
     Rusă (2,44%)
Conform recensământului din 2001, majoritatea populației localității Iasnohorodka era vorbitoare de ucraineană (94,46%), existând în minoritate și vorbitori de română (3,1%) și rusă (2,44%).